# Józef Wittlin
Œuvres principales
- Hymnes (1920)
- Le Sel de la Terre (1935)

Józef Wittlin
(17 août 1896, Dmytrów (pl) - 28 février 1976, New York) est un poète, dramaturge, romancier, essayiste et traducteur polonais d'origine juive. 
Wittlin a eu du succès dans de nombreux domaines de création via une œuvre protéiforme, on peut citer notamment : la poésie - son recueil Hymnes (1920) en fait « un des représentants majeurs de l'expresionnisme » (C. Jelenski), le théâtre au sein du groupe Skamander dans les années 1920, la traduction - il est l'auteur de « la plus belle traduction polonaise de l'Odyssée » et le roman - cf. son célèbre roman pacifiste Le Sel de la terre (1935). 

« Wittlin est un être amphibie et l’habitant provisoire de dix réalités à la fois : un poète prosateur, un saint révolté, un classique d’avant-garde, un patriote cosmopolite, un animateur social qui vit en solitaire. »

— W. Gombrowicz, Journal

## Biographie
Né à Dmytrów (pl), près de Ternopil en Galicie, après des études au lycée de Lemberg (Lviv) (1906-1914), 
Wittlin s’engage dans l’armée Polonaise en août 1914. Son unité est cependant rapidement dissoute, après son refus de se soumettre à la tutelle autrichienne. 
Il part alors à Vienne, où il réussit son baccalauréat (matura) et commence des études de philosophie.
Il prend part à la riche vie culturelle viennoise, fait la rencontre de Rilke et Karl Kraus.  
Avec son ami Joseph Roth - lui aussi originaire de Galicie - il s’enrôle à nouveau dans l’armée autrichienne (infanterie). Mais peu de temps avant d’être envoyé au front (italien), il est victime de la fièvre scarlatine. Contraint de se tenir loin du front, il travaille notamment en tant que traducteur dans les camps de prisonniers.
En 1918 de retour à Lwów (Lviv) il y fait la douloureuse expérience de la guerre - expérience qui sera à l'origine de son recueil de poésies expressionniste Hymnes (1920). Il collabore à la revue expressionniste La Source (Zdrój).
Il se lie ensuite avec les écrivains du groupe "Skamander". Il collabore régulièrement aux revues polonaises les plus importantes, publiant critiques, articles et poèmes dans Skamander, Wiadomosci Literackie, Filomata...
En 1922 il s’installe à Lódz, où il accepté le poste de directeur du Théâtre Municipal. Il se marie avec Halina Handelsmann (1924) - ils auront une fille Elżbieta en 1932.
Il voyage beaucoup en Europe, notamment en Italie en 1925-26 pour l'écriture d'un livre sur Saint François d'Assise, projet qui n'aboutira pas. En 1927 il déménage à Varsovie. 
Il vit en France entre 1929 et 1932. 
L'année suivante, il publie un ensemble d'études et d'essais intitulé Étapes (Etapy).
En 1935, le Sel de la Terre, premier volume d’une trilogie (La Saga du patient fantassin) qui n’eut jamais de suite, lui apporte la notoriété - au point d'être pressenti pour le prix Nobel 1939.
Le déclenchement de la Seconde Guerre mondiale le surprend à Paris : il est évacué en mai 1940 sur Biarritz, perdant malheureusement à Saint-Jean-de-Luz, sa malle et ses manuscrits, tombés à l'eau. 
Avec l’aide de Hermann Kesten, il réussit ensuite à partir via Nice, l’Espagne et le Portugal pour New York où il décide de s'installer. 
En exil, il est avec Lechoń et Wierzyński rédacteur de l'hebdomadaire Tygodnik Polski de 1941 à 1943.  
En 1946, il publie un ensemble de souvenirs sur la ville de Lviv (Mój Lwów).
À partir de 1952, il collabore également à la radio Free Europa (Wolna Europa) radio destinée aux Polonais d'Europe.
Par ailleurs Wittlin témoigne de la Shoah par ses poèmes, notamment : Aux Juifs de Pologne (Żydom w Polsce) et Le Jour de l'Expiation 1942/5703 (Na Sądny Dzień Żydowski roku 1942/5703) et Hommage aux poètes du Ghetto (Pokłon poetom ghetta). 
Vivant principalement des revenus de ses traductions[réf. nécessaire], il meurt à New York en 1976.

## Publications
- Hymnes (Hymny, 1920), poèmes, plusieurs ré-éditions auront lieu parfois fortement remaniées
- Guerre, paix et âme du poète (Wojna, pokój i dusza poety, 1925), théâtre
- D'après les mémoires d'un ancien pacifiste (Ze wspomnien bylego pacyfisty, 1929)
- Étapes (Etapy, 1933), essais
- Saga du patient fantassin (Powiešč o cierpliwym piechurze) 
  - Le Sel de la terre (Sól ziemi, 1935), roman
- Ma Lviv (Mój Lwów, 1946), souvenirs
- Orphée aux enfers du XXe siècle (Orfeusz w piekle XX wieku, 1963), essais

posthume
- Poèmes (Poezje, 1978)
- La Lutte pour la Gloire : Correspondance.  Witold Gombrowicz, Józef Wittlin, Jaroslaw Iwaszkiewicz, Artur Sandauer (pl) (Walka o slawe: korespondencja. Witold Gombrowicz, Józef Wittlin, Jaroslaw Iwaszkiewicz, Artur Sandauer, 1996)

traductions
Wittlin a laissé nombre de traductions, traduisant notamment : L'Odyssée (1924/1931), Cervantès, Les Mille et Une Nuits... mais aussi les livres de son ami Joseph Roth (Job notamment) et de contemporains comme Hesse Le Loup des steppes...
préfaces
- Trans-Atlantique de W. Gombrowicz (1953)
- Poezje ghetta (Poésie du ghetto). préfaces de Jakub Appenszlak (de) et Józef Wittlin, illustration de Zygmunt Menkes. Published by the association of friends of our Tribune, Inc. New York 1945, ré-mpression de l'édition clandestine Z otchlani (Du fond de l’abîme), anthologie de poèmes parue à Varsovie en 1944 (11 titres).

### ouvrages disponibles en français
- Le Sel de la terre :
  - Le Patient fantassin. I. Le Sel de la terre  (trad. du polonais par Raymond Henry), Albin Michel, 1939, 374 p.
  - La Saga du patient fantassin (I. Le Sel de la Terre)  (trad. du polonais par Alice-Catherine Carls), Noir sur Blanc, 2000, 320 p. (ISBN 978-2-88250-087-8)

## Distinctions
- 1935 : Polish Pen Club's prize pour sa traduction de L'Odyssée
- 1936 : prix Wiadomosci Literackie pour le Sel de la terre.
- 1937 : prix Zloty Wawrzyn, Académie Littéraire de Pologne, également pour le Sel de la terre.
- 1943 : Prix de l'American Academy of Arts and Letters pour le Sel de la terre.
- 1965 : Prix Jurzykowski.